# Shane Larkin
DeShane Davis Larkin (* 2. Oktober 1992 in Cincinnati) ist ein US-amerikanisch-türkischer Basketballspieler.

## Laufbahn
Sein Vater Barry war Baseball-Profi und spielte bei den Cincinnati Reds. Der in Cincinnati geborene Larkin spielte als Jugendlicher Basketball an der Dr. Phillips High School in Orlando (US-Bundesstaat Florida). 2010 gab er der DePaul University seine Zusage, zog diese 2011 aber zurück und ging an die University of Miami. Der 1,82 Meter große Aufbauspieler gehörte von 2011 bis 2013 zu der Hochschulmannschaft. Er stand in insgesamt 68 Partien auf dem Feld und erzielte pro Begegnung durchschnittlich 11,2 Punkte, des Weiteren bereitete er 3,6 Korberfolge seiner Nebenleute vor und sicherte sich 3,2 Rebounds. 2013 wurde er als Spieler des Jahres der ersten NCAA-Division ausgezeichnet. Ende April 2013 gab er das vorzeitige Ende seiner Hochschullaufbahn bekannt und wechselte ins Profilager.
Beim NBA-Draftverfahren 2013 entschieden sich die Atlanta Hawks an insgesamt 18. Stelle für Larkin, reichten ihn aber an die Dallas Mavericks weiter. Larkin bestritt 2013/14 48 Spiele für die Texaner, blieb aber Ergänzungsspieler (10,2 Minuten Einsatzzeit und 2,8 Punkte je Begegnung). Bei den New York Knicks, für die er in der Saison 2014/15 auflief, und bei den Brooklyn Nets im Spieljahr 2015/16 wurde dem Aufbauspieler im Mittel jeweils mehr als 20 Minuten Einsatzzeit zugestanden.
Im August 2016 nahm er ein Angebot des spanischen Klubs Saski Baskonia an. In der Liga ACB kam Larkin auf 14,1 Punkte je Spiel und 4,9 Vorlagen pro Partie. In der Euroleague erzielte er 2016/17 13,1 Punkte pro Partie für Saski Baskonia.
2017/18 spielte er bei den Boston Celtics in der NBA, kam aber über die Rolle des Ergänzungsspielers nicht hinaus. Zur Saison 2018/19 wechselte Larkin zum türkischen Erstligisten Anadolu Efes nach Istanbul. Sein erstes Jahr in Istanbul wurde erfolgreich, da er mit Anadolu Efes die türkische Meisterschaft gewann und ins Euroleague-Endspiel einzog. In dem Endspiel überragte Larkin zwar mit 29 Punkten, verlor mit seiner Mannschaft aber gegen ZSKA Moskau. In der Hauptrunde der türkischen Liga erzielte Larkin während der Saison 2018/19 14 Punkte je Begegnung, in der anschließenden Endrunde steigerte er sich auf dem Weg zum Meistertitel auf 16,7 pro Spiel. Vom Fachportal eurobasket.com wurde er als bester Spieler Europas des Jahres 2019 ausgezeichnet.
Bis zum Abbruch der Euroleague-Saison 2019/20 wegen der Ausbreitung von COVID-19 zeigte Larkin in dem Wettbewerb überragende Leistungen und kam auf 22,2 Punkte je Einsatz, was den Euroleague-Höchstwert in diesem Spieljahr bedeutete. Im November 2019 stellte er mit 49 Punkten im Spiel gegen den FC Bayern München eine neue Euroleague-Bestmarke auf. Bis dahin lag der Höchstwert in einem Spiel des Wettbewerbs bei 41 Punkten. Im Dezember 2019 wurde Larkin vom türkischen Staatspräsidenten Recep Tayyip Erdoğan in Aussicht gestellt, Mitglied der Nationalmannschaft des Landes zu werden, sollte er sich entschließen, die türkische Staatsbürgerschaft anzunehmen.  Im Februar 2020 erhielt er die türkische Staatsbürgerschaft und wurde damit Doppelbürger, da er die US-amerikanische Staatsangehörigkeit behielt. Im selben Monat wurde er in die türkische Nationalmannschaft berufen. Die Internetseite eurobasket.com kürte ihn zum besten Spieler der Euroleague-Saison 2019/20 sowie zum besten Basketballspieler Europas im Jahr 2020.
Ende Mai 2021 gewann Larkin mit Anadolu Efes Istanbul die EuroLeague. Im Endspiel gegen Barcelona war er mit 21 Punkten zweitbester Korbschütze seiner Mannschaft. In derselben Saison gewann er mit Anadolu Efes die türkische Meisterschaft. 2022 holte Larkin mit Istanbul erneut den Sieg in der Euroleague. 2023 wurde er mit der Mannschaft wieder türkischer Meister.